# Sputnik 2
Sputnik 2 (phát âm tiếng Nga: [ˈsputʲnʲɪk], tiếng Nga: Спутник-2, nghĩa: Vệ tinh 2), hoặc Prosteyshiy Sputnik 2 (PS-2, tiếng Nga: Простейший Спутник 2 - Tiểu Vệ tinh 2) là phi thuyền thứ hai được phóng vào quỹ đạo Trái Đất vào ngày 3 tháng 11 năm 1957 và là phi thuyền đầu tiên mang theo một con vật sống. Đó là một con chó không gian của Liên Xô tên là Laika và nó đã chết vài giờ sau khi phóng.
Sputnik 2 được phóng bởi Liên Xô, nó có hình dạng một viên đạn hình nón cao 4 mét (13 foot), có đường kính cơ bản là 2 mét (6,6 feet) nặng khoảng 500 kg và mặc dù nó không được thiết kế để tách rời khỏi tên lửa đưa nó lên quỹ đạo nên nâng tổng khối lượng trong quỹ đạo lên 7.79 tấn. Nó chứa một số ngăn cho máy phát vô tuyến, hệ thống đo từ xa, thiết bị lập trình, hệ thống tái sinh và kiểm soát nhiệt độ cho cabin và các dụng cụ khoa học. Đồng thời nó còn có một cabin kín chứa Laika.
Dữ liệu kỹ thuật và sinh học trên Sputnik 2 được truyền đi bằng cách sử dụng hệ thống đo từ xa Tral D, việc truyền dữ liệu đến Trái Đất được thực hiện mỗi khoảng thời gian 15 phút trong quỹ đạo. Hai máy đo quang học đã có mặt để đo bức xạ mặt trời (tia cực tím và tia X) và tia vũ trụ. Một camera truyền hình 100 dòng cung cấp hình ảnh của Laika. Sputnik 2 đã được đưa vào vũ trụ chỉ 32 ngày sau khi Sputnik 1 được phóng. Do thành công lớn của Sputnik 1, Nikita Khrushchev ra lệnh cho Sergey Korolev trở lại làm việc để tạo ra một Sputnik 2 sẵn sàng phóng vào không gian và cho lễ kỷ niệm lần thứ 40 của Cách mạng Tháng Mười. Nhiều người tin rằng Khrushchev đã ép Korolev phải tạo ra Sputnik 2 và Korolev đã cố vấn rằng Sputnik 2 sẽ thất bại, nhưng thực ra Korolev hạnh phúc khi làm điều này, và ông đã sử dụng sự phấn khích từ Sputnik 1 để giúp "tăng tốc kế hoạch khám phá không gian, đặc biệt là đưa con người vào quỹ đạo."
Sputnik 2 là một phần của ý tưởng bao gồm Sputnik 1 của Korolev đã được phê duyệt vào tháng 1 năm 1957. Vào thời điểm đó, kế hoạch vệ tinh chính của Liên Xô (mà cuối cùng trở thành Sputnik 3) sẽ có thể bay vào không gian là không chắc chắn vì các vấn đề đang tồn tại với tên lửa ICBM R-7, cần thiết để khởi động một vệ tinh có kích thước đó. "Korolev đề xuất thay thế hai 'vệ tinh đơn giản' cho vệ tinh IGY". Sự lựa chọn để khởi động hai vệ tinh nhỏ thay vì chờ đợi Sputnik 3 với kỹ thuật tiên tiến hơn được hoàn thành, phần lớn được thúc đẩy bởi mong muốn của Liên Xô phóng vệ tinh lên quỹ đạo trước Hoa Kỳ.